# 原玄春
原 玄春（はら げんしゅん、1816年〈文化13年〉 - 1882年〈明治15年〉6月29日）は、江戸時代から明治時代の医師、教育者、画家。號は槐山、または、里山。父は吉益家門人ののち、華岡青洲・春林軒門人であった医師で教育者の原右膳、息子は医師で書家の原貞齋。

## 経歴
原家は京都が出自の医者の家系であり、飯田を経て、江戸時代から遠江国周智郡領家村水久保（現・静岡県浜松市天竜区水窪町）で開業していた。父・原右膳が修めた華岡流外科医術と寺子屋を継ぎ、医者として活躍し、また、画家としても日本画・花鳥画・屏風・巻物を制作した。原玄春塾を開いて学問を教え、俳人を育てた。
息子の原貞齋も医師として1879年〈明治12年〉12月1日に周智郡奥山村奥領家（水窪町）で開業し、医療と教育で地域に貢献しながら、書家としても作品を残した。孫の原祐太郎と原正雄らが静岡県で医家を継ぎ、医者に育てた養子を曾孫・原とよの婿養子にして北海道にて開業した。
1991年7月28日、水窪町民俗資料館5周年「郷土ゆかりの書画展」では、原玄春（槐山、または里山）の鮮やかな花鳥画の屏風や巻物が、原貞齋（晩翠）の書家作品と共に展示された。